# جيريمياه رانكين
جيريمياه رانكين (بالإنجليزية: Jeremiah Rankin)‏ هو رجل دين وشاعر أمريكي، ولد في 2 يناير 1828 في Thornton, New Hampshire ‏ في الولايات المتحدة، وتوفي في 28 نوفمبر 1903 في كليفلاند في الولايات المتحدة.

## وصلات خارجية
- جيريمياه رانكين على موقع ميوزك برينز (الإنجليزية)